# Villa Mazzarosa
A Villa Mazzarosa é um palácio italiano que se encontra na localidade de Segromigno in Monte, uma fracção de Capannori, na Província de Lucca.

## História e arquitectura
Os terenos e uma construção, antes de se tornarem propriedade dos Mazzarosa, pertenceram aos Arnolfini, aos Orsucci e aos Lucchesini. A villa, que remonta ao início do século XVII, foi construída nos ditos terrenos pelos Mazzarosa. Lê-se numa acta de 1629, que Filippa, filha de Arnolfino Arnolfini (e esposa de Gherardo di Nicolao Pacini, de Lucca) vende a Francesco di Alessandro Mazzarosa bens com casa na comuna de Segromigno in Monte na localidade dita "Alla Torraccia".
À primitiva construção, os Mazzarosa efectuaram diversas modificações e, numa carta de 1634 do Abade Paolo Cenami existe uma descrição da implantação definitiva da villa.
O edifício apresenta-se de forma cúbica com uma escala de dupla rampa na fachada a montante, um gradeamento encaixado entre os dois corpos laterais dá acesso ao piso realçado, o principal.
Em 1810, Antonio Mazzarosa, homem político de grande prestígio e cultura, deu um novo rosto ao parque, correspondente ao aspecto actual.
O portão de entrada, que conduz ao jardim formal à italiana ornado por um tanque oval ao centro e por um ninfeu decorado com mosaicos em seixos e estátuas em cerâmica, apresenta quatro colunas com um putto sentado nas caudas de três golfinhos como decoração. Um outro ninfeu encontra-se ao longo do percurso frente à fachada principal da villa e apresenta mosaicos semelhantes e uma máscara da qual brota água.
Uma pequena corrente, que leva a água a toda a propriedade, corre no jardim e flui num tanque semelhante a um pequeno lago entre árvores seculares de liriodendron. A norte encontra-se um pequeno bosque de camélias sombreado por plátanos.
No parque, encontramos um templo neoclássico de forma circular, construído por volta de 1830 por iniciativa de Antonio Mazzarosa. No interior do templo estava instalada uma colecção das mais significativas obras de ilustres luccenses. No parque encontram-se, por outro lado, uma limonaia, uma pequena capela, vários a piccola cappella, vários edifícios de lavoura e uma casa do jardineiro.